# Karl Kraus
Karl Kraus (Jičín, 28 de abril de 1874 — Viena, 12 de junho de 1936) foi um dramaturgo, jornalista, ensaísta, aforista e poeta austríaco. Indicado três vezes ao Nobel de Literatura, é considerado como um dos maiores escritores satíricos em língua alemã do século XX.
Foi também — e sobretudo — satirista e panfletário. Denunciava com grande virulência nas páginas do Die Fackel ("A Tocha") — revista que fundou e da qual foi praticamente o único redator durante quase quarenta anos — os compromissos, as injustiças e a corrupção, notadamente a corrupção da língua, na qual via a fonte dos maiores males de sua época, responsabilizando principalmente a imprensa. Crítico da moral burguesa de sua época, Kraus defendeu as prostitutas, os homossexuais e condenou o feminismo. Exerceu influência fundamental em seus conterrâneos Ludwig Wittgenstein, Arnold Schönberg e Adolf Loos.

## Biografia
Kraus nasceu em Jičín, Boémia (atualmente, República Checa), no seio de uma abastada família judia, filho de Jacob Kraus, fabricante e comerciante de papel, e de sua esposa, Ernestine, nascida Kantor. A família mudou-se para Viena em 1877 e sua mãe morreu em 1891. Kraus matriculou-se como estudante de Direito na Universidade de Viena, em 1892. Em abril do mesmo ano começou a contribuir para o jornal, Wiener Literaturzeitung, começando com uma crítica a Gerhart Hauptmann, de sua obra Die Weber. Naquela época, ele tentou, sem sucesso, atuar como ator em um pequeno teatro. Em 1894 mudou seu campo de estudos para a Filosofia e a literatura alemã. Interrompeu seus estudos em 1896. A sua ligação e amizade a Peter Altenberg vem desse tempo. Aos vinte e quatro anos, começou publicar sua revista satírica, Die Fackel (A tocha), em 1899. A revista foi lançada como semanal (weekly) em 1.º de abril 1899; depois tornou-se irregular, chegando a três números por mês e, mais tarde, edições esporádicas. Tal era o talento satírico de Kraus que Moritz Benedikt, editor da Neue Freie Presse, havia oferecido um ano antes o cargo de chefe da seção satírica do jornal, um cargo que estava vago há cinco anos porque ninguém suficientemente bom havia sido encontrado para a função.
Kraus viveu para seus escritos e organizou sua vida em torno de seu trabalho: para ele havia sacrifícios pessoais muito grandes. Ele mesmo se referiu a ela como "uma forma invertida de viver", dormindo durante o dia e trabalhando a noite toda. Durante sua vida, Kraus tomou posições liberais, conservadoras, socialistas e clericais. Renunciou formalmente ao judaísmo em 1899, batizou-se católico em 1911 e deixou a Igreja em 1923.
Kraus em 1934 apoiou o Partido Social Democrata da Áustria e, esperando que Engelbert Dollfuss pudesse impedir o nazismo de engolir a Áustria, ele apoiou o golpe de Estado de Dollfuss, que estabeleceu o regime fascista austríaco. Esse apoio afastou Kraus de alguns de seus seguidores.
Em 1933, Kraus escreveu Die Dritte Walpurgisnacht ("A Terceira Noite de Walpurgis"), cujos primeiros fragmentos apareceram em Die Fackel. Kraus reteve a publicação completa em parte para proteger seus amigos e seguidores hostis a Hitler das represálias nazistas. Esta sátira sobre a ideologia nazista começa com a famosa frase, Mir fällt zu Hitler nichts ein ("Nada me ocorre sobre Hitler.")
A última edição nº 922 de Die Fackel foi publicada em fevereiro de 1936. Pouco depois, Kraus foi atropelado por um ciclista e sofreu de intensas dores de cabeça e perda de memória. Ele deu sua última palestra em abril e teve um grave ataque cardíaco no Café Imperial em 10 de junho. Ele morreu em seu apartamento em Viena em 12 de junho de 1936 e foi enterrado no cemitério Zentralfriedhof em Viena.

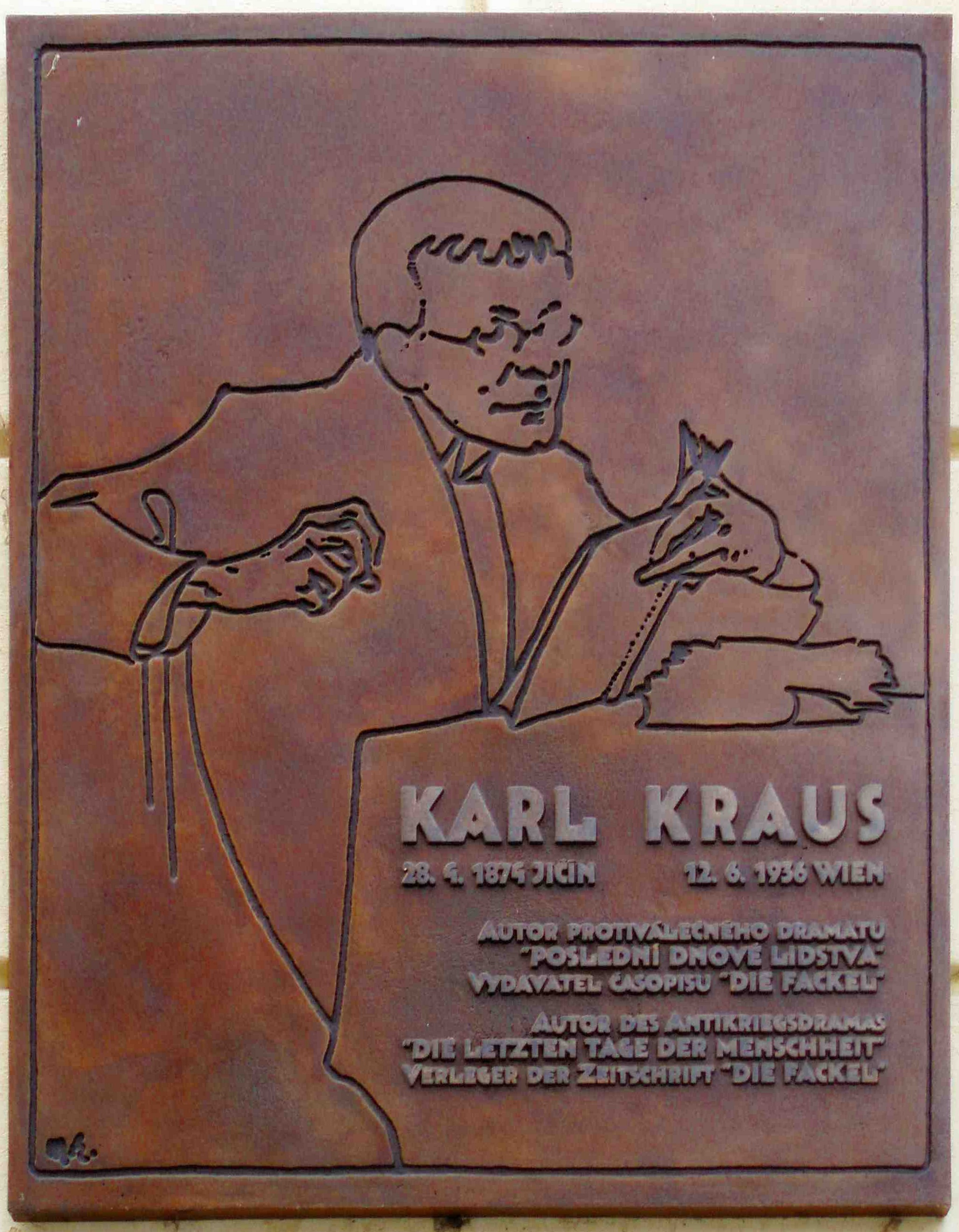
Placa de Karl Kraus na casa onde nasceu em Jičín

## Ideias
Embora tenha ridicularizado diversos políticos, sua crítica à sociedade nunca foi meramente política; para Kraus, a esfera da política dizia respeito apenas problemas de superfície, enquanto as raízes da crise contemporânea repousavam sobre uma doença do espírito.
Kraus foi objeto de grande controvérsia durante toda a sua vida. Tal se deve à indubitável consciência da sua própria importância. Esta imagem não era de todo infundada: aqueles que o observavam ficavam fascinados com a sua personalidade. Viam nele uma espécie de autoridade infalível e alguém que faria também qualquer coisa para retribuir ou ajudar aqueles que o apoiavam. Não obstante, fez também numerosos inimigos, devido ao seu carácter inflexível.
Opôs-se visceralmente à psicanálise de seu conterrâneo Freud, alegando que não existe nenhum tipo de crise da linguagem, e que o que havia, em sua época, era uma crise cultural, um tipo de cenário degenerativo deflagrado com a linguagem e que se espalhou pela cidade de Viena.
Kraus estava convencido de que qualquer pequeno erro na escrita é responsável pelas grandes tragédias no mundo. Assim, via na falha de uma vírgula um sintoma de que o estado do mundo permitiria uma guerra mundial. Um dos principais pontos de seus escritos era mostrar os grandes males inerentes que aparentemente estariam ligados aos menores erros. A linguagem era para ele o desenvolvedor mais importante dos males do mundo. Ele viu um tratamento negligenciado de seus contemporâneos para com a linguagem e um sinal de descuido no mundo em geral. Para ele, o que nomeavam de crise da linguagem expressava, na verdade, o desconhecimento que guardamos em relação à essência da linguagem, pois “a linguagem não conhece imperfeição interna, e tem uma essência puramente afirmativa” e seu uso faz com que velhos vocábulos renasçam: “que a mais antiga das palavras seja estranha de perto, recém-nascida, e cause dúvida se está viva ou não. Então ela vive”.

## Publicações (lista parcial)

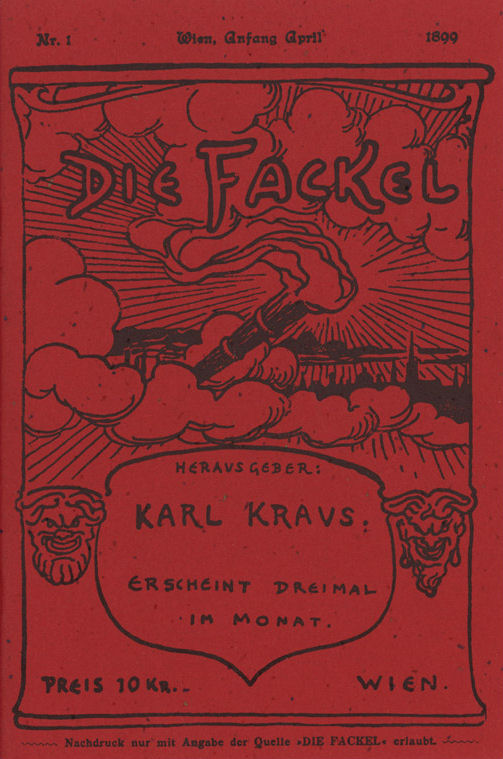
Die Fackel, edição número um.

- Die demolirte Literatur Literatura Demolida (1897)
- Eine Krone für Zion Uma Coroa para Sião (1898)
- Sittlichkeit und Kriminalität Moralidade e Justiça Criminal (1908)
- Sprüche und Widersprüche Dizeres e Contradições (1909)
- Die chinesische Mauer A Muralha da China (1910)
- Pro domo et mundo Para Casa e para o Mundo (1912)
- Nestroy und die Nachwelt Nestroy e a Posteridade (1913)
- Worte in Versen (1916-30)
- Die letzten Tage der Menschheit (1918)
- Weltgericht Tribunal Mundial (1919)
- Nachts À Noite (1919)
- Untergang der Welt durch schwarze Magie O Fim do Mundo Através da Magia Negra (1922)
- Literatur (1921)
- Traumstück Peça de Sonho (1922)
- Die letzten Tage der Menschheit: Tragödie in fünf Akten mit Vorspiel und Epilog Os Últimos Dias da Humanidade: Tragédia em Cinco Atos com Prólogo e Epílogo (1922)
- Wolkenkuckucksheim Terra do Cuco nas Nuvens (1923)
- Traumtheater Teatro de Sonho (1924)
- Die Unüberwindlichen (1927)
- Epigramme Epigramas (1927)
- Die Unüberwindlichen Os Insuperáveis (1928)
- Literatur und Lüge Literatura e Mentiras (1929)
- Shakespeares Sonette (1933)
- Die Sprache A Linguagem (póstumo, 1937)
- Die dritte Walpurgisnacht A Terceira Noite de Walpurgis (póstumo, 1952)

Alguns trabalhos recentemente editados

- Die letzten Tage der Menschheit, Versão teatral do autor, 1992 Suhrkamp, ISBN 3-518-22091-8
- Die Sprache, Suhrkamp, ISBN 3-518-37817-1
- Die chinesische Mauer, com oito ilustrações de Oskar Kokoschka, 1999, Insel, ISBN 3-458-19199-2
- Aphorismen. Sprüche und Widersprüche. Pro domo et mundo. Nachts, 1986, Suhrkamp, ISBN 3-518-37818-X
- Sittlichkeit und Krimininalität, 1987, Suhrkamp, ISBN 3-518-37811-2
- Dramen. Literatur, Traumstück, Die unüberwindlichen u.a., 1989, Suhrkamp, ISBN 3-518-37821-X
- Literatur und Lüge, 1999, Suhrkamp, ISBN 3-518-37813-9
- Shakespeares Sonette, Nachdichtung, 1977, Diogenes, ISBN 3-257-20381-0
- Theater der Dichtung mit Bearbeitungen von Shakespeare-Dramen, Suhrkamp 1994, ISBN 3-518-37825-2
- Hüben und Drüben, 1993, Suhrkamp, ISBN 3-518-37828-7
- Die Stunde des Gerichts, 1992, Suhrkamp, ISBN 3-518-37827-9
- Untergang der Welt durch schwarze Magie, 1989, Suhrkamp, ISBN 3-518-37814-7
- Brot und Lüge, 1991, Suhrkamp, ISBN 3-518-37826-0
- Die Katastrophe der Phrasen, 1994, Suhrkamp, ISBN 3-518-37829-5

## Em português
- Aforismos – Seleção e tradução de Renato Zwick, Arquipélago Editorial, 2010.
- Os Últimos Dias da Humanidade – seleção e tradução de António Sousa Ribeiro, Antígona, 2003.
- Ditos e Desditos – Tradução: Márcio Suzuki, Werner Loewenberg e José Carlos Barbosa. Brasiliense, 1988.
- O Apocalipse Estável. Aforismos – seleção, tradução e posfácio de António Sousa Ribeiro, Lisboa, Apaginastantas, 1988. Segunda edição, revista, Lisboa, Fyodor Books, 2015.
- Os Últimos Dias da Humanidade. Versão integral. Tradução, posfácio e notas de António Sousa Ribeiro. V.N. de Famalicão, Edições Húmus/TNSJ, 2016.

## Em inglês
- The Last Days of Mankind: a Tragedy in Five Acts (1974), um resumo tr. Alexander Gode e Sue Allen Wright
- In These Great Times: A Karl Kraus Reader (1984), ed. Harry Zohn, contém trechos traduzidos de Die Fackel, incluindo poemas com o texto original em alemão ao lado e uma tradução drasticamente abreviada de The Last Days of Mankind.
- Anti-Freud: Karl Kraus' Criticism of Psychoanalysis and Psychiatry (1990) por Thomas Szasz contém as traduções de Szasz de vários artigos e aforismos de Kraus sobre psiquiatria e psicanálise.
- Dicta and Contradicta, tr. Jonathan McVity (2001), uma coleção de aforismos.